# لاین‌هد استودیوز
لاین‌هد استودیو (به انگلیسی: Lionhead Studios) یک توسعه‌دهنده بازی ویدئویی بریتانیایی بود که در ژوئیه ۱۹۹۷ توسط پیتر مولینیو، مارک وبلی، تیم رنس و استیو جکسون تأسیس شد. این شرکت بیشتر به خاطر مجموعه بازی‌های سیاه و سفید و فیبل شناخته می‌شود. لاین‌هد بعد از جدا شدن از بولفراگ شروع به کار کرد. اولین بازی لاین‌هد سیاه و سفید، یک بازی استراتژیک با عناصر زندگی مصنوعی، بود، سیاه و سفید توسط الکترونیک آرتس در سال ۲۰۰۱ منتشر شد.
استودیو لاین‌هد از نام همستر مارک وبلی نام‌گذاری شده است که مدتی پس از نامگذاری استودیو مرد، در نتیجه استودیو برای مدت کوتاهی به ردآی استودیوز (به انگلیسی: Redeye Studios) تغییر نام داد.
بعد از سیاه و سفید، بسته الحاقی آن با نام سیاه و سفید: جزیره مخلوق منتشر شد. فیبل توسط لاین‌هد منتشر شد. همچنین فیلم‌ها و سیاه و سفید ۲ را در سال ۲۰۰۵ منتشر کرد. لاین‌هد توسط مایکروسافت استودیوز در سال ۲۰۰۶ به دلیل مشکلات مالی خریداری شد. بسیاری از توسعه‌دهندگان لاین‌هد در دوران شرکت را ترک کردند، از جمله یکی از بنیانگذاران، استیو جکسون و چند توسعه‌دهندهٔ دیگر که به دلیل تأسیس مدیا مولکول، لاین‌هد را ترک کردند. مولینیو هم در اوایل سال ۲۰۱۲، اندکی پس از استعفای گروه دیگری از توسعه‌دهندگان که از این شرکت ناراضی بودند، لاین‌هد را ترک کرد تا استودیوی ۲۲کنز را تأسیس کند چون می‌خواست خلاق‌تر باشد. پس از خروج مولینیو، مایکروسافت لاین‌هد را تغییر داد تا بر روی بازی‌های بازی به‌عنوان سرویس مشغول شود. در نتیجه تغییرات زیادی در استودیو ایجاد شد.
در اوایل مارس ۲۰۱۶، مایکروسافت اعلام کرد که پیشنهاد بسته شدن استودیو لاین‌هد را داده است و بازی برنامه‌ریزی شده افسانه‌های فیبل لغو خواهد شد. لاین‌هد تقریباً دو ماه بعد، در ۲۹ آوریل بسته شد. چند ماه پس از بسته شدن لاین‌هد، دو نفر کلیدی (مارک وبلی وگری کر که مدیر خلاق لاین‌هد بود)، تو پوینت استودیوز را تأسیس کردند.